# 恵林寺 (神戸市)
恵林寺（えりんじ）は、兵庫県神戸市兵庫区兵庫町にある臨済宗南禅寺派の仏教寺院。

## 歴史
境内には弁財天の社があった。これは兵庫津七弁天の一つ「波除の弁天」として知られ、寺記によれば、平相国清盛が経が島築造の際に人柱を用いてようやく成就したとされ、その後、経が島の安全のため7か所に弁財天の社を建てたうちの北の端に当たる。
- 貞和2年（1346年）空山円印の弟子・錦江省文禅師が創建。
- 中興・梅蔭芳禅師の寺記に、慶長15年（1610年）9月21日茨木領主・片桐市正より玄米1石6斗3合を寄せるとある。
- 昭和20年（1945年）3月の神戸大空襲で全焼。
- 昭和25年（1950年）再興[1]。
- 平成7年（1995年）阪神・淡路大震災で建物全てが全壊。
- 平成15年（2003年）11月復興。

## 交通アクセス
- JR神戸線神戸駅より、西南に徒歩12分。
- JR神戸線兵庫駅より、北東に徒歩12分。